# HD 23127
HD 23127 ist ein etwa 322 Lichtjahre entfernter Hauptreihenstern im Sternbild Reticulum. Er besitzt eine scheinbare Helligkeit von 8,6 mag.
Im Jahre 2007 veröffentlichten O’Toole et al. die Entdeckung eines Exoplaneten, der diesen Stern umkreist und mit HD 23127 b bezeichnet wird.